# Erich von Drygalski
Erich Dagobert von Drygalski (1865 – 1949) va ser un geògraf i científic polar alemany.
Entre 1882 i 1887, Drygalski estudià matemàtiques i ciència natural a la Universitat de Königsberg, Bonn, Berlín i Leipzig. Entre 1888 i 1891, va ser ajudant al institut geodèsic a Berlín.
Drygalski va fer dues expedicions entre 1891 i 1893, per la Societat de Geociència de Berlín. Una de les expedicions va passar l'hivern de 1892 a 1893 a Grenlàndia Occidental. El 1898, Drygalski va esdevenir professor associat i el 1899 professor extraordinari en geografia i geofísica a Berlín.

## ExpedicióGauss

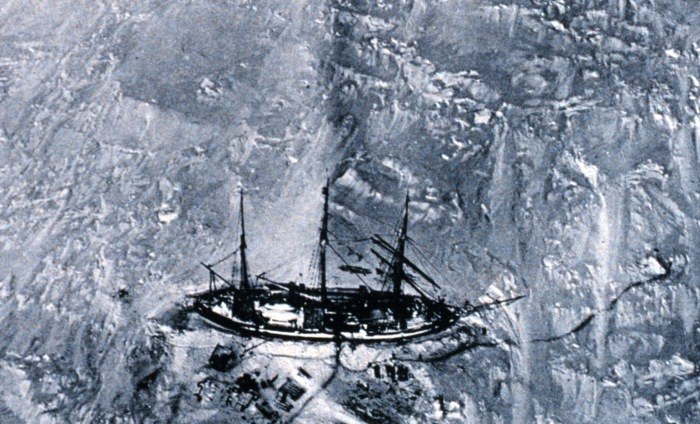
El Gauss encerclat pel gel (foto des d'un globus)

Drygalski va dirigir la primera expedició alemanya al Pol Sud amb el vaixell Gauss per explorar una zona aleshores desconeguda de l'Antàrtida al sud de les Illes Kerguelen. L'expedició salpà de Kiel l'estiu de 1901. Aquesta expedició descobrí nous territoris de l'Antàrtida i tornà a Kiel el novembre de 1903. Drygalski entre 1905 i 1931, publicà 20 volums i dos atles documentant l'expedició i va rebre la Medalla d'Or el 1933 de la Royal Geographical Society.